# 검은 태양은 밝아온다
검은 태양은 밝아온다(Band of Angels)는 미국에서 제작된 라울 월쉬 감독의 1957년 드라마, 멜로/로맨스 영화이다. 클라크 게이블 등이 주연으로 출연하였다.

## 출연

### 주연
- 클라크 게이블
- 이본 드 카를로
- 시드니 포이티어

### 조연
- 에프렘 짐발리스트 주니어
- 패트릭 노울즈
- 토린 댓처
- 앤드리아 킹
- 레이 틸
- 레이몬드 베일리

## 제작진
- 원작자: 로버트 펜 워렌
- 세트: 윌리엄 월리스